# 何重熙
何重熙（?—?），河南省光州直隸州光山縣人，清朝政治人物、同進士出身。
光緒二十一年（1895年），参加光緒乙未科殿試，登進士三甲57名。同年五月，以主事分部学习。